# Sankt Veit im Mühlkreis
Sankt Veit im Mühlkreis è un comune austriaco di 1 190 abitanti nel distretto di Rohrbach, in Alta Austria.

## Geografia fisica
Sankt Veit in Mühlkreis è a 686 m sul livello del mare. L'estensione è di ,3.6 km da nord a sud e 9,2 km da ovest a est. La superficie totale di 16,2 km².
Oltre al capoluogo, il comune comprende le località di Grubdorf, Grubdorf-Siedlung, Haslhof, Königsdorf, Kepling, Rammerstorf, Rechberg, Schindlberg, Wögersdorf e Windhag.

## Società

### Evoluzione demografica
Nel 1991 la comunità aveva, secondo il censimento della popolazione, 1 072 abitanti e nel 2001 aveva 1 151 abitanti.

## Amministrazione

### Gemellaggi
- San Vito Romano